# De draaiende danseres

Draait deze danseres nu naar links of naar rechts?

De draaiende danseres, ook bekend als de silhouet illusie, is een kinetische optische illusie. Het betreft een afbeelding van het silhouet van een ballerina, die pirouettes draait. Afhankelijk van hoe men naar haar kijkt, kan men haar zowel met de klok mee als tegen de klok in zien draaien. De illusie is gemaakt door Nobuyuki Kayahara.

## Achtergrond
De illusie wordt gewekt door het ontbreken van duidelijke diepte in de afbeelding; zo kunnen de armen zowel dicht bij de kijker als ver van de kijker worden waargenomen. Ook is niet duidelijk of de figuur van de kijker afkijkt of ernaartoe. De voet die de grond raakt kan als zowel de linker- als rechtervoet worden gezien, en er is geen duidelijk oppervlak waarmee ze contact maakt.
De twee draairichtingen zijn beter zichtbaar indien de kijker wordt geholpen door aan te geven of de danseres nu op haar linker- of rechtervoet draait:

## Analyse
Ten onrechte wordt gedacht dat de draaiende danseres een wetenschappelijke persoonlijkheidstest is, waarbij aan de hand van in welke richting men de danseres ziet draaien zou kunnen worden afgeleid welke hersenhelft van de kijker dominant is. Eind 2008 en 2009 dook de afbeelding op menig website op met daarbij de vermelding dat het een dergelijke test zou zijn.
Volgens een online enquête waaraan 1600 deelnemers meededen, zag ongeveer twee derde van de ondervraagden de danseres aanvankelijk met de klok mee draaien. Deze kijkers hadden ook moeite om haar de andere kant op te zien draaien.

## Molentje van Robinson
Het silhouet van een draaiende anemometer (molentje van Robinson) toont hetzelfde effect, alsook het silhouet van een windmolen. De draairichting is in beide gevallen moeilijk te bepalen, en zorgt voor verkeerde interpretaties.